# Paul Norbert Tack
Paul Norbert Tack (Lokeren, 23 april 1759 - aldaar, 29 september 1830) was een Belgische industrieel en politicus.

## Leven en werk
Tack, zoon van Paul Tack en Maria van der Snick, was industrieel in zijn geboorteplaats. Hij was hoogschepen aan het feodaal hof van het Hoofdcollege van Waes (1794-1795) en in de Franse tijd administrateur en rechter. Voor het Scheldedepartement was hij lid van de Raad van Vijfhonderd (vanaf april 1798) en lid van het Wetgevend Lichaam in Parijs (1799-1803).
In 1815 was hij grondwetsnotabele voor het arrondissement Dendermonde bij het goedkeuren van de Grondwet van het Verenigd Koninkrijk der Nederlanden. Hij was ook lid van de Provinciale Staten van Oost-Vlaanderen en werd benoemd tot burgemeester van Lokeren. Van 21 oktober 1817 tot 16 oktober 1820 was hij lid van de Tweede Kamer der Staten-Generaal voor Oost-Vlaanderen. Hij werd in 1820 in de Kamer vervangen door F.L. De Rouck.
- Biografisch Portaal: 87774887
- Parlement.com: vg09lltsi6va